# یوزف اوبایدین
یوزف اوبایدین (چکی: Josef Obajdin؛ زادهٔ ۷ نوامبر ۱۹۷۰) بازیکن فوتبال اهل جمهوری چک بود.
از باشگاه‌هایی که در آن بازی کرده‌است می‌توان به باشگاه فوتبال بوهمیانس ۱۹۰۵، باشگاه فوتبال ویکتوریا پلزن، دوکلا پراگ، باشگاه فوتبال اسپارتا پراگ، باشگاه فوتبال اومانیا، باشگاه فوتبال اسلوان لیبرتس، و باشگاه فوتبال آینتراخت فرانکفورت اشاره کرد.
وی همچنین در تیم ملی فوتبال جمهوری چک بازی کرده‌است.